# 귀신은 사랑 못해
귀신은 사랑 못해(Ghosts Can't Do It)는 미국에서 제작된 존 데릭 감독의 1989년 코미디, 판타지 영화이다. 앤서니 퀸 등이 주연으로 출연하였다.

## 출연

### 주연
- 앤서니 퀸
- 보 데렉

### 조연
- 빅토리아 버고인
- 웨이드 콜린스
- 제인 데미언
- 레오 데미언